# Julian Hadschieff
Julian Michael Hadschieff (* 26. April 1959 in Mönchengladbach)  ist ein österreichischer Unternehmer und Manager im Gesundheitsbereich und ehemaliger Leistungssportler.

## Werdegang
Julian M. Hadschieff studierte in Innsbruck BWL und absolvierte an der Harvard School of Public Health das Executive Programm. Seine berufliche Laufbahn startete er in der Präsidialabteilung 1 des Amts der Tiroler Landesregierung als Projektleiter zur Gründung der heutigen Tirol Kliniken.
1991 gründete er mit Partnern die PremiQaMed Group, Österreichs führende Privatklinikengruppe, der er bis 2022 als CEO vorstand und die heute zur Uniqa Insurance Group gehört. Weiters ist er Gründer und Eigentümer der Humanocare Group, die er bereits 1993 gründete und die mit rund 1.000 Mitarbeitenden, mehrere REHA Zentren, ein Ambulatorium, mehrere Pflegeeinrichtungen, eine Seniorenresidenz und eine Spezialeinrichtung zur Pflege für Menschen mit besonderen Bedürfnissen betreibt. Drei Einrichtungen werden in Form eines PPP-Modells mit den Salzburger Landeskliniken geführt. Weiters gehört ein Software-Unternehmen für die  24-Stunden-Betreuung zur Gruppe. Die Humanocare Group ist weiters eine der führenden Anbieterinnen in der 24-Stunden-Betreuung sowie im Recruiting und der Vermittlung akademischer Pflegekräfte und Fachkräfte in Österreich.
Hadschieff, der seit seiner Jugend nahezu blind ist, setzt sich für die Interessen von Menschen mit Behinderungen ein. Der ehemalige Leistungssportler (Hadschieff war Mitglied der österreichischen Eisschnelllauf-Nationalmannschaft sowie des Behindertenskiweltcup- und Paralympic-Teams) war seit 2005 Vizepräsident und Inklusionsbeauftragter des Österreichischen Behindertensportverbandes und ist seit 2023 dessen Präsident.
Seit 2008 ist er weiters Präsident des Club Tirol, eines politisch unabhängigen Businessnetzwerks für in Wien lebende Tirolerinnen und Tiroler.
Von 2000 bis 2022 war er Obmann des Fachverbandes der Gesundheitsbetriebe der WKÖ.
Julian Hadschieff wird als Gesundheits- und Wirtschaftsexperte national wie international geschätzt und gehört.
Seit 2018 ist Hadschieff Universitätsrat der Medizinischen Universität Innsbruck und seit 2023 deren Stv. Vorsitzender.

## Privat
Er ist mit Allgemein- und Arbeitsmedizinerin Pia Hadschieff verheiratet und Vater von zwei Töchtern und zwei Söhnen.

## Auszeichnungen
- 2018: Großes Ehrenzeichen für Verdienste um die Republik Österreich[12]

## Veröffentlichungen
- Julian Hadschieff: Die Notwendigkeit der Innovation für den Markterfolg, Innsbruck 1986